# Laphria auricomata
Laphria auricomata är en tvåvingeart som beskrevs av Hermann 1914. Laphria auricomata ingår i släktet Laphria och familjen rovflugor.
Artens utbredningsområde är Taiwan. Inga underarter finns listade i Catalogue of Life.